# 豪恩斯洛東站
豪恩斯洛東站（英語：Hounslow East tube station）是倫敦地鐵的一個車站，位於倫敦西部豪恩斯洛地區。豪恩斯洛東站是皮卡迪利線希思羅支線的車站，其兩側車站是豪恩斯洛中央站和奧斯特利站。車站位於倫敦第4收費區。

## 歷史
經過豪恩斯洛東站的鐵路在1884年7月21日開通，由區域鐵路（今區域線）營運，是區域鐵路往豪恩斯洛軍營站（今豪恩斯洛西站）的一條支線。該支線以單軌鋪設，從1883年開通的豪恩斯洛鎮站從西延伸。豪恩斯洛鎮站在1886年3月31日關閉，豪恩斯洛中央站（當時稱為希斯頓及豪恩斯洛站）在1886年4月1日啟用為代替站。
1903年豪恩斯洛鎮站重開，列車會在奧斯特利站分開，一部份前往豪恩斯洛中央及西站，餘下的前往豪恩斯洛鎮站。區域鐵路在1903年至1905年間進行電氣化，引進電力機車取代蒸汽機車，1905年6月13日開始電力機車駛進豪恩斯洛東站。在電氣化期間，豪恩斯洛東與奧斯特利站之間的鐵軌關閉，當局在豪恩斯洛鎮站鋪設環形鐵軌，使列車從奧斯特利開至豪恩斯洛鎮後，會倒後開到豪恩斯洛中央及西站。然而這做運行方法並不持久，在1909年5月2日，豪恩斯洛中央與奧斯特利站之間的鐵軌重開，豪恩斯洛鎮站關閉。同時新的豪恩斯洛鎮站（今豪恩斯洛東）啟用，加入成為豪恩斯洛中央和奧斯特利之間的一個站，而舊有的豪恩斯洛鎮站和環形鐵路亦關閉和拆除。
1925年12月1日，數個位於豪恩斯洛的車站重新命名，包括豪恩斯洛鎮站改稱為豪恩斯洛東站，而希斯頓及豪恩斯洛站和豪恩斯洛軍營站分別改稱為豪恩斯洛中央站和豪恩斯洛西站。1933年3月13日，當局把延伸至北菲爾德斯站的皮卡迪利線進一步延伸至豪恩斯洛西站。自此皮卡迪利線和區域線均可到達此站，直到1964年10月9日區域線才終止此站服務。
2000年代初，當局建立新的車站大樓取代舊站，在2003年初完工。

## 接駁交通
倫敦巴士111和H28線均到達靠近地鐵站的公車站。

## 外部連結
- . Photographic Archive. London Transport Museum.   [2016-03-01]. （原始内容存档于2014-02-18）.
  - Station building, 1916
  - Ticket hall, 1927
  - Platform waiting room, 1938
  - New station building, 2005
  - Internal view of new station building, 2005
- .   [2016-03-01]. （原始内容存档于2016-03-05）.